# Prothelymna antiquana
Prothelymna antiquana är en fjärilsart som beskrevs av Walker 1863. Prothelymna antiquana ingår i släktet Prothelymna och familjen vecklare. Inga underarter finns listade i Catalogue of Life.